# 2020年東京オリンピックの閉会式
2020年東京オリンピックの閉会式（2020ねんとうきょうオリンピックのへいかいしき、英語: 2020 Summer Olympics closing ceremony）は、東京2020オリンピック競技大会の最終日にあたる2021年（令和3年）8月8日（日曜日・山の日）午後8時から約2時間半、オリンピックスタジアム（国立競技場）で実施された同大会閉会式。式典はオリンピック憲章に従って執り行われた。

## 概要

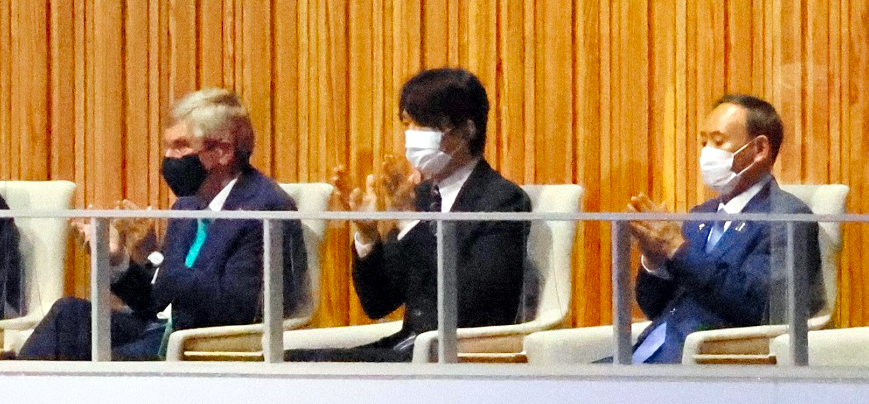
開会式に出席した秋篠宮文仁皇嗣（中央）、内閣総理大臣菅義偉（右）、国際オリンピック委員会会長トーマス・バッハ（左）。

閉会式のコンセプトは“Worlds we share”。
当初は2020年（令和3年）8月9日に予定していたが、新型コロナウイルス感染症（COVID-19）の世界的流行に伴い、1年延期となったため上記日程となった。東京都のCOVID-19流行拡大による緊急事態宣言を受け、無観客で行われた。
閉会式ではオリンピック旗の引き継ぎ式なども行われ、2024年パリオリンピックに正式に引き継がれる。
なお、閉会式には今上天皇の名代として皇嗣秋篠宮文仁親王が臨席した。

### 国旗掲揚と国歌斉唱
日本国国旗掲揚には今大会のメダリストである高藤直寿、大橋悠依、北園丈琉、ブレイキン選手の河合来夢、医療従事者の横田裕行、義足のファッションモデルの海音が参加し、国歌斉唱は宝塚歌劇団の真風涼帆、礼真琴、柚香光、星風まどか、舞空瞳、潤花、水美舞斗、永久輝せあ、音くり寿、聖乃あすか、愛月ひかる、瀬央ゆりあ、有沙瞳、小桜ほのか、芹香斗亜、桜木みなと、和希そら、遥羽らら、瑠風輝、天彩峰里が務めた。

#### 国旗旗手一覧
| 氏名     | 競技・職業     |
| -------- | -------------- |
| 高藤直寿 | 柔道           |
| 河合来夢 | ダンススポーツ |
| 大橋悠依 | 競泳           |
| 横田裕行 | 医師           |
| 北園丈琉 | 体操           |
| 海音     | モデル         |

### 旗手・選手入場
日本を先頭に旗手が参加国旗を掲げて入場し、輪を作った。日本の旗手は喜友名諒が務めた。その後各国選手団が続々と入場。古関裕而が作曲し、1964年（昭和39年）大会で採用されたオリンピックマーチがBGMとして流れ、旗手入場後に一度フェードアウトし、選手入場の際はアレンジされたものが流れた。

### ステージショー
選手全員到着後会場は一度消灯、花火の合図で、選手は(スマートフォンのライトなど)を点灯するよう求められ、小さな光の点の数々が選手が五輪の下で団結したことを示すためにMoment Factoryによる拡張現実や複合現実として、無数の光は一旦虹色の光の滝となり形を変え五輪のエンブレムを形成

。
トラック上に芝生が敷き詰められ「昼下がりの公園」をイメージしたステージにスケートボードやダブルダッチをするパフォーマーが登場し、場を盛り上げる。音楽は東京スカパラダイスオーケストラの演奏による坂本九の「上を向いて歩こう」（歌唱音源はオリジナルのものを使用）や、LiSAの「紅蓮華」、ベートーヴェンの交響曲第9番（歓喜の歌）を披露。紅蓮華のスカパラ演奏の際、大型ビジョン(リボンスクリーン)には東京都立片倉高等学校吹奏楽部の生徒たちが映し出されるひと幕もあり、更にCreepy NutsのDJ松永のDJプレイやシンガーソングライターのmiletによる「愛の賛歌」の歌唱も見られた。

### マラソン表彰式
前回同様に陸上競技の男子マラソン表彰式が行われるが、今大会では北海道札幌市で男女マラソン競技が実施されたという事情を踏まえ、男子並びに女子のメダル獲得者をそれぞれ競技終了後に東京（選手村）へ戻した後、最終日の閉会式に於いて表彰式を同時実施する形を採った。
| 女子マラソンメダリスト - ペレス・ジェプチルチル (KEN) - ブリジット・コスゲイ (KEN) - モリー・セイデル (USA) | 男子マラソンメダリスト - エリウド・キプチョゲ (KEN) - アブディ・ナギー (NED) - バシル・アブディ (BEL) |

### IOCアスリート委員紹介
太田雄貴ら先日決定したIOCアスリート委員の新任者3名が紹介され、新委員から大会ボランティアに花束（表彰式で授与されるものと同じもの）が贈呈された。なお、3名の任期は2028年のロサンゼルス大会まで。ボランティアへの「表彰式」も実施された。

### 追悼の時間
開会式に続いて設けられた時間。和太鼓奏者の佐藤健作による「波の盆」の演奏やアオイヤマダによるステージでのダンスのあと、アイヌ民踊（北海道）、エイサー（沖縄県）、西馬音内の盆踊（秋田県）、郡上おどり（岐阜県）などが映像で紹介され、最後に東京を代表する盆踊り東京音頭で締められた。

### 式典

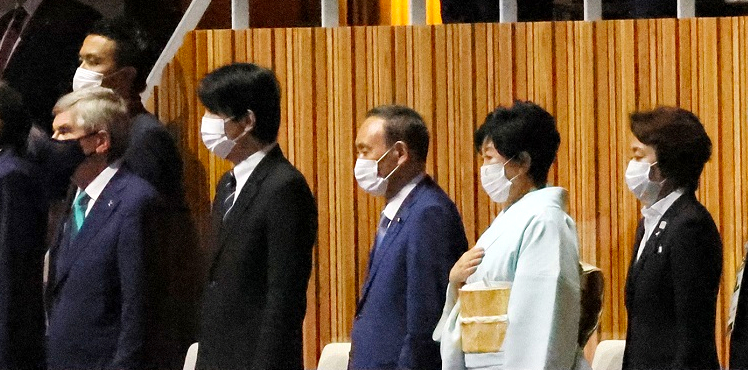
閉会式に出席した来賓。

オリンピック憲章に従い、ギリシャ国旗掲揚とギリシャ国歌吹奏、続いてオリンピック旗降納とオペラ歌手である岡本知高によるオリンピック賛歌（英語歌詞）奉唱。オリンピック旗が小池百合子都知事から国際オリンピック委員会（IOC）の会長トーマス・バッハ、そして次期開催都市パリの首長であるアンヌ・イダルゴ市長へ引き渡された。続いて演奏場所を分散し、フランス人宇宙飛行士のトマ・ペスケがサックスを宇宙空間で奏で、ルーヴル美術館等各地で催ったフランス国歌吹奏・フランス国旗掲揚に続き、BMXによる8分間の紹介演技（ベルサイユ宮殿での馬術など）が行われた。ビジョンには「ありがとう、東京。メルシー、東京」と描かれたパリの中継会場ではパトルイユ・ド・フランスによるトリコロールのスモーク飛行が行われた。

### 閉会宣言
大会組織委員会橋本聖子会長、IOCバッハ会長が閉会宣言を行った。

### 聖火納火
ステージ上に大竹しのぶ（女優）と杉並児童合唱団が登壇し、宮沢賢治の「星めぐりの歌」を歌唱。続いてドビュッシー作曲の「月の光」（冨田勲編曲）が流れ、聖火が納火され、ここに17日間にわたる大会が幕を閉じた。

## 日本での放送

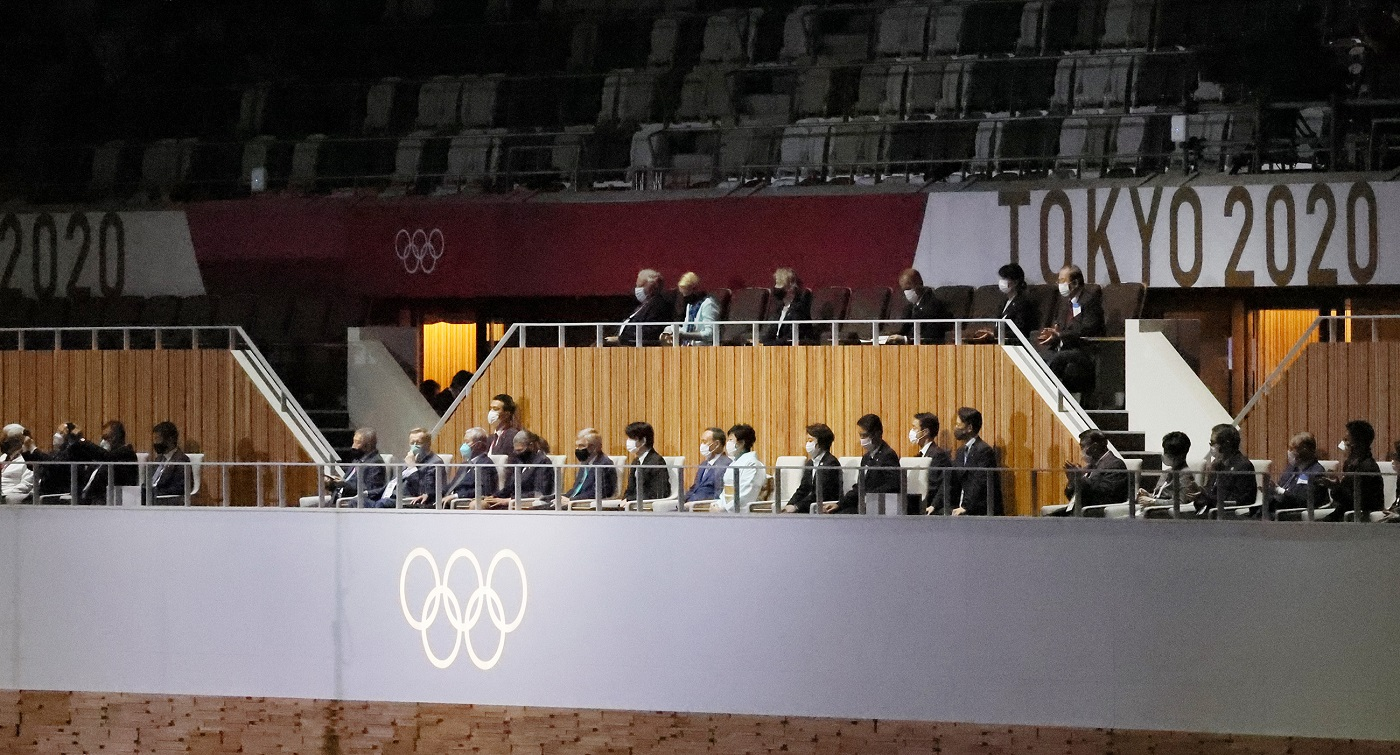
閉会式に出席した来賓

### テレビ
- NHK総合[18][19][20][21][注釈 3]、NHK Eテレ[24][注釈 4]、BS4K[28]、BS8K[29]
  - 実況：三瓶宏志アナウンサー、桑子真帆アナウンサー
  - Eテレの手話通訳者：戸田康之、野口岳史、寺沢英弥[30]
  - 放送時間：19:58[注釈 5] - 22:20[注釈 6]
- NHK BS1[31]
  - 放送時間：8月9日 10:00 - 12:22（録画放送）
- 『東京2020オリンピック閉会式 NHK Webサイト配信動画【収録時間：3時間11分7秒】』（TV program）NHK、Tokyo、2021年8月8日。2021年8月13日閲覧。「Copyright 2020IOC and NHK」

なお、sports.NHK.or.jpのWebサイトの動画の中では、タイムインデックス00:47:40の箇所でスタジアム内アナウンスが開始を告げて、閉会式がスタートしている。

### ラジオ
- NHKラジオ第1[32]
  - 実況：飯塚洋介アナウンサー
  - 解説：萩原智子
  - 放送時間：20:00 - 23:00

### 視聴率
ビデオリサーチによる閉会式の平均世帯視聴率が8月10日に発表され、前半（19:58～20:49）が46.7%、後半（21:23～22:00）が39.8％（いずれも関東地区）だった。

## エピソード
- 閉会式の終わりでは、大型映像装置に1964年東京大会へのオマージュを込めた「ARIGATO（ありがとう）」の7文字が映し出された。これは、1964年東京大会の閉会式で電光掲示板に書かれた「SAYONARA（さようなら）」の8文字を模しており、新しいオリンピックスタジアム（国立競技場）のフルハイビジョン画面にもかかわらず、当時の電光掲示板での文字フォントを再現して、選手や応援した人たち、そして大会ボランティアや医療・食事・移動等様々のエッセンシャルワーカーはじめ陰日向になって大会運営を支え続けた人々への感謝の気持ちが表現されていた[34]。
- NHKの見逃し配信（OBS提供映像）では、最終盤にNHKの地上波では放送されなかった映像が含まれている[35]。